# Linh dương Nyala
Linh dương Nyala (danh pháp hai phần: Tragelaphus angasii) là một loài linh dương thuộc họ Bovidae, bộ Artiodactyla. Loài này được Angas mô tả năm 1848. Đây là loài bản địa nam châu Phi. Loài này được mô tả khoa học lần đầu vào năm 1849 bởi George French Angas. Thân dài 135–195 cm (53–77 in), và cân nặng 55–140 kg (121–309 lb). Bộ lông màu rỉ sắt hoặc nâu đỏ ở con cái và con chưa trưởng thành, nhưng có màu nâu sẫm hoặc màu xám đá phiến, thường nhuốm màu xanh biển ở con đực. Con cái và con đực trẻ có 10 hoặc nhiều sọc trắng trên hai bên. Chỉ con đực mới có sừng, sừng dài 60–83 cm và có mũi sừng màu vàng.
Phạm vi phân bố loài này gồm có Malawi, Mozambique, Nam Phi, Eswatini và Zimbabwe. Loài này đã được nhập nội vào Botswana và Namibia, và được du nhập lại vào Eswatini, nơi nó tuyệt chủng từ những năm 1950. Số lượng loài này ổn định và nó đã được liệt vào nhóm loài ít quan tâm bởi Liên minh Bảo tồn Thiên nhiên Quốc tế (IUCN). Các mối đe dọa chính đối với loài này là nạn săn bắn và mất nơi sống do khu định cư của con người.

## Hình ảnh

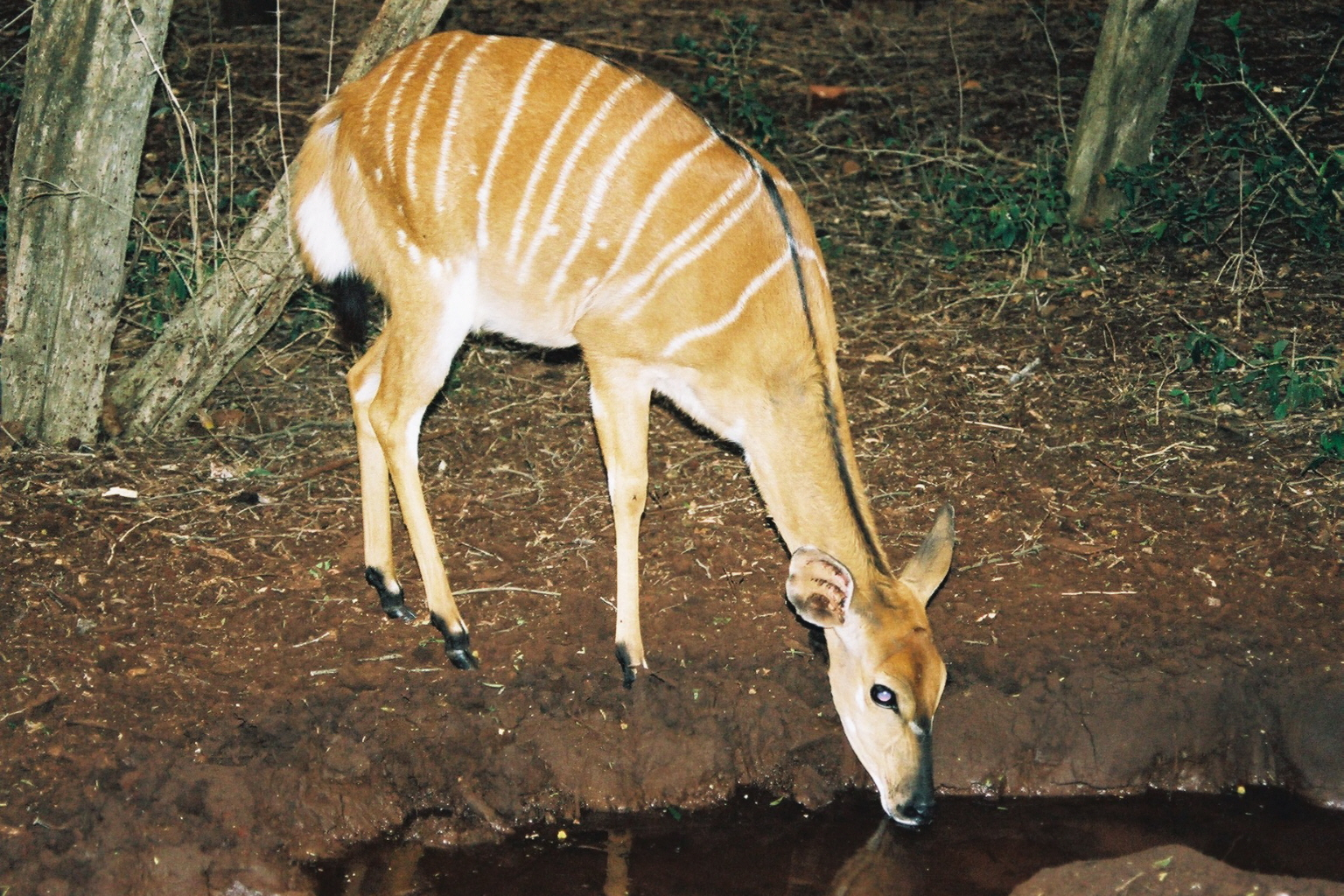
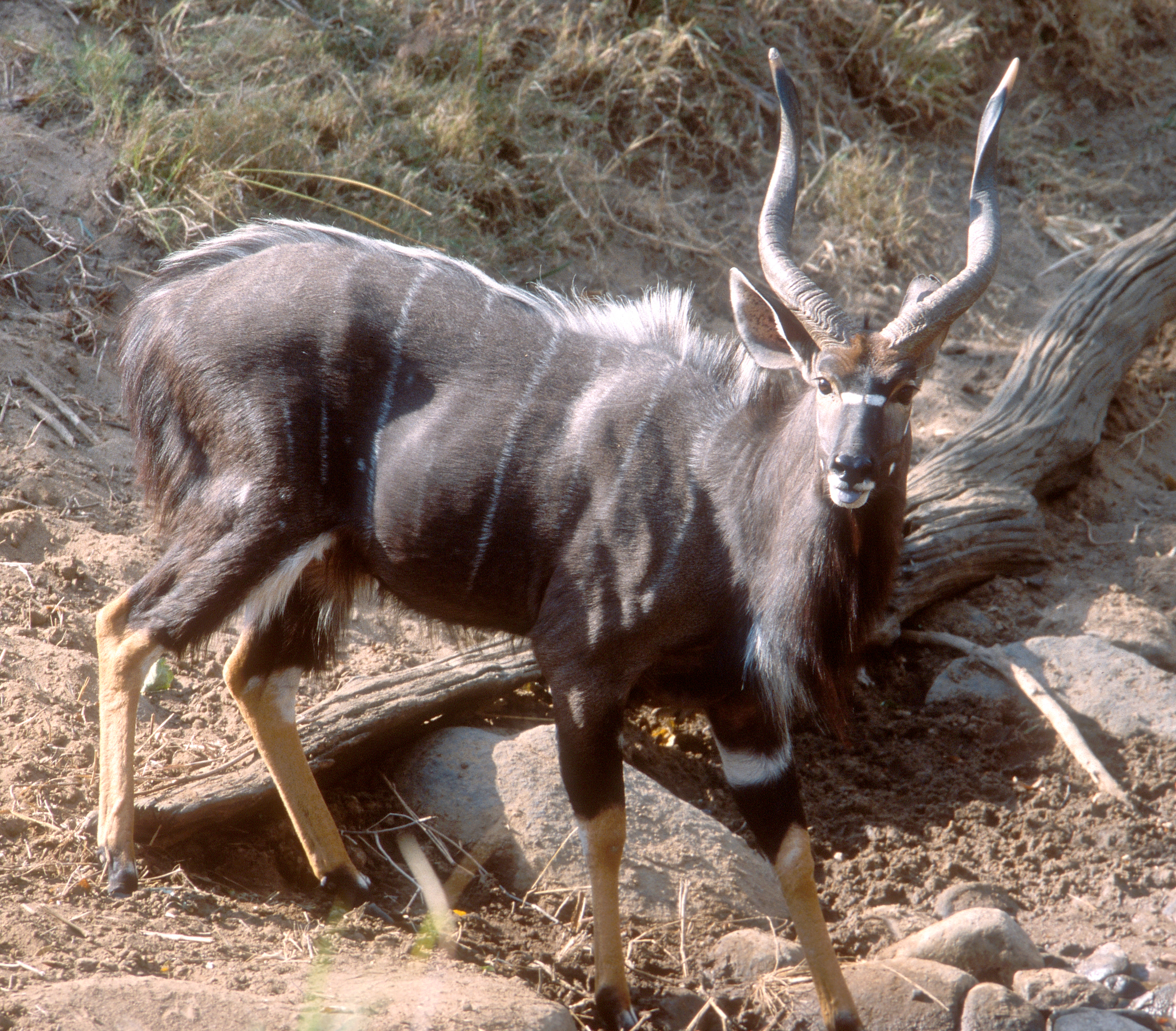
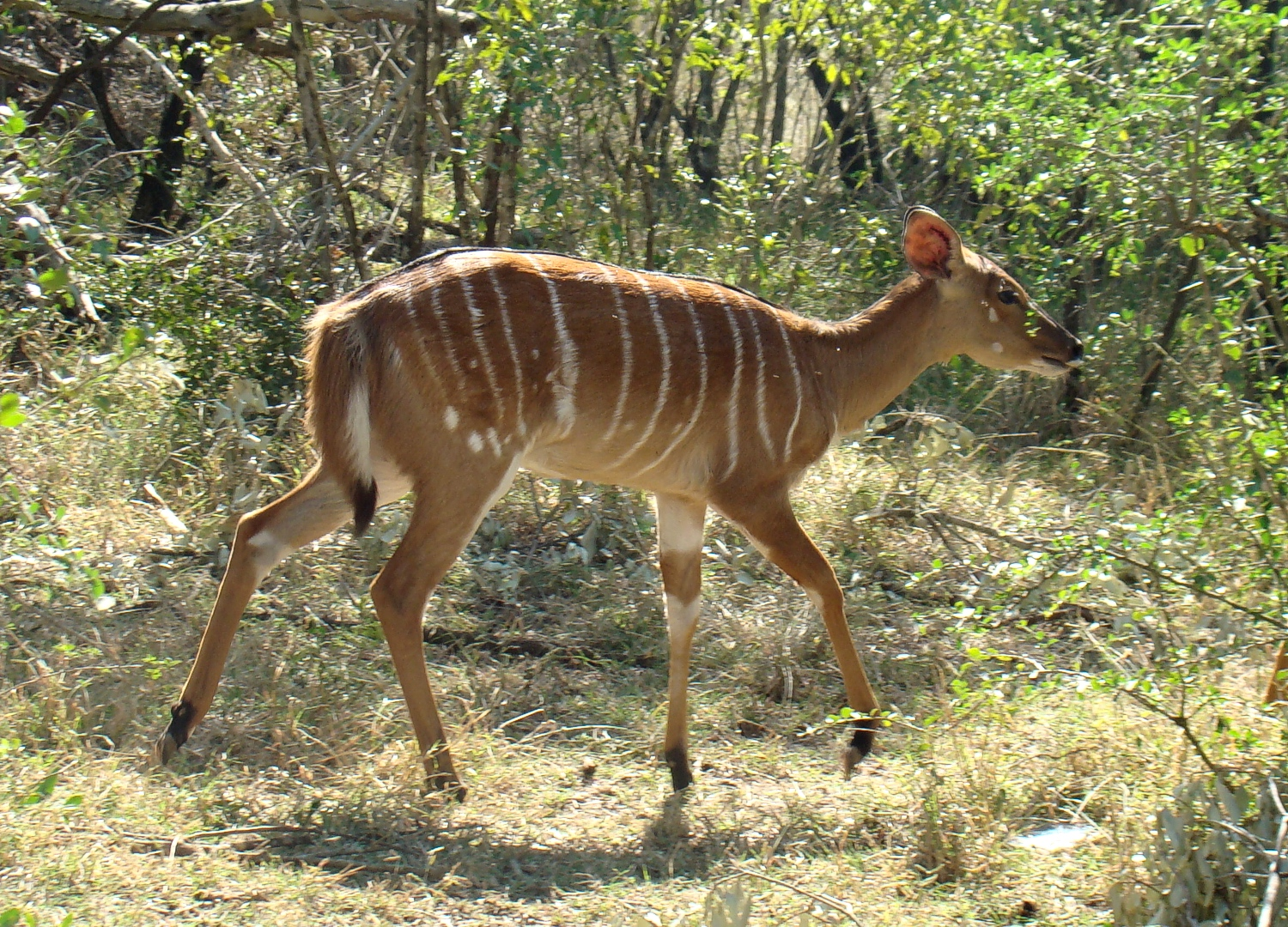
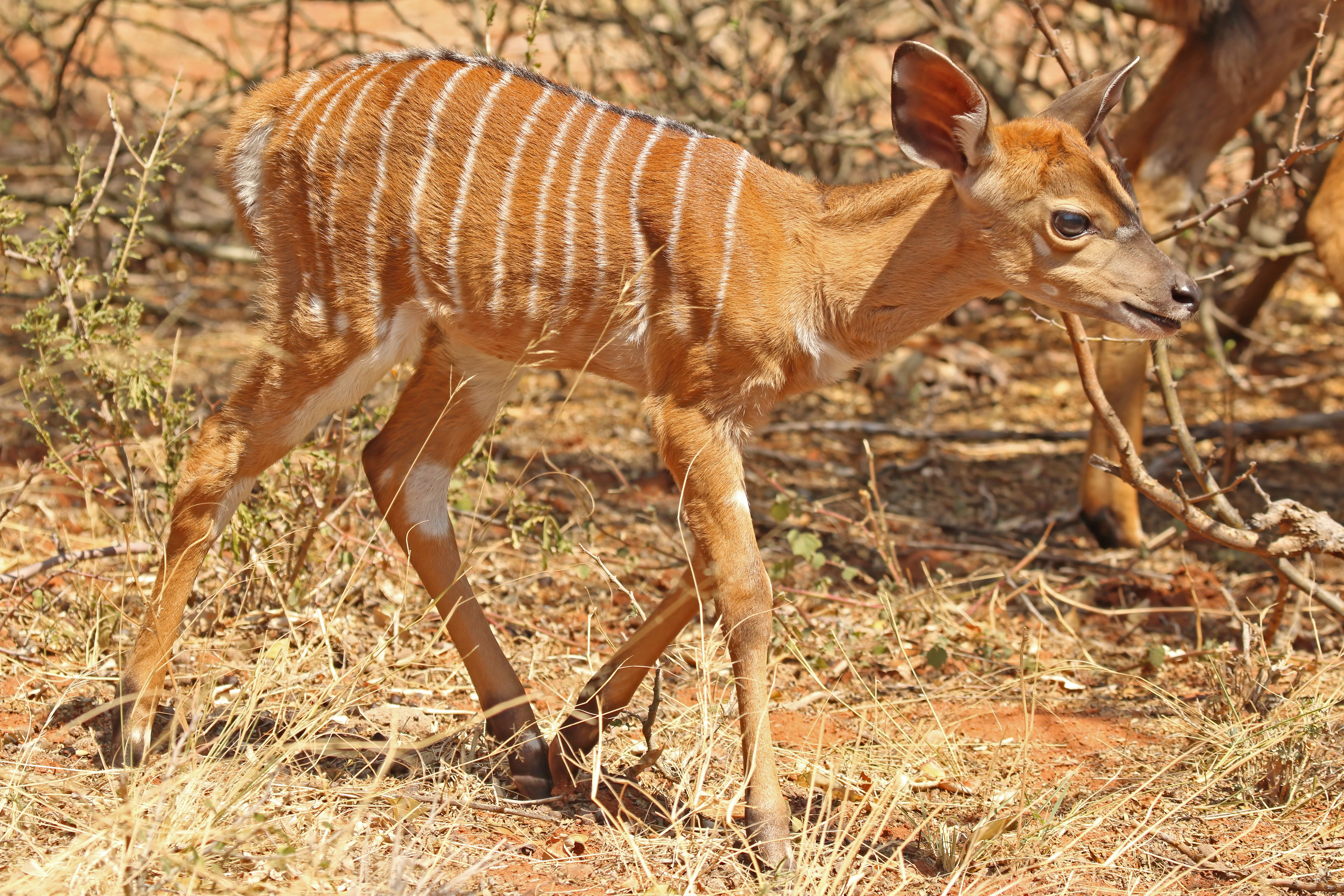